# Soupisky hokejových reprezentací na MS 2002
Soupisky hokejových reprezentací na MS 2002 uvádějí seznamy hráčů nejúspěšnějších reprezentačních hokejových mužstev, která se zúčastnila Mistrovství světa v ledním hokeji 2002.

## Medailisté

### Soupiska slovenského týmu
- Trenéři Ján Filc, Vladimír Šťastný, Ernest Bokroš

| Brankáři | Miroslav Šimonovič    | HK Aquacity ŠKP Poprad  |
|          | Ján Lašák             | Nashville Predators     |
|          | Rastislav Staňa       | Richmond Renegades      |
| Obránci  | Jerguš Bača           | Revier Löwen Oberhausen |
|          | Martin Štrbák         | Lokomotiv Jaroslavl     |
|          | Peter Smrek           | Nashville Predators     |
|          | Dušan Milo            | HKM Zvolen              |
|          | Ľubomír Višňovský     | Los Angeles Kings       |
|          | Richard Lintner       | MODO Hockey             |
|          | Ladislav Čierny       | HC České Budějovice     |
| Útočníci | Peter Bondra          | Washington Capitals     |
|          | Vladimír Országh      | Nashville Predators     |
|          | Miroslav Šatan –      | Buffalo Sabres          |
|          | Rastislav Pavlikovský | HV71                    |
|          | Radovan Somík         | HC Continental Zlín     |
|          | Ľuboš Bartečko        | Atlanta Thrashers       |
|          | Miroslav Hlinka       | MODO Hockey             |
|          | Peter Pucher          | HC Znojemští Orli       |
|          | Róbert Petrovický     | HC Ambrì-Piotta         |
|          | Róbert Tomík          | HC Sparta Praha         |
|          | Marek Uram            | HC Znojemští Orli       |
|          | Žigmund Pálffy        | Los Angeles Kings       |
|          | Jozef Stümpel         | Los Angeles Kings       |
|          | Michal Handzuš        | Phoenix Coyotes         |
|          | Ladislav Nagy         | Phoenix Coyotes         |

### Soupiska ruského týmu
- Trenéři Boris Michajlov, Valerij Bělousov, Vladimir Krikunov

| Brankáři | Viktor Čistov       | Severstal Čerepovec        |
|          | Jegor Podomackij    | Lokomotiv Jaroslavl        |
|          | Maxim Sokolov       | Severstal Čerepovec        |
| Obránci  | Dmitrij Bykov       | Ak Bars Kazaň              |
|          | Sergej Gusev        | Severstal Čerepovec        |
|          | Alexander Guskov    | Lokomotiv Jaroslavl        |
|          | Alexander Judin     | CHK Neftěchimik Nižněkamsk |
|          | Dmitrij Kalinin     | Buffalo Sabres             |
|          | Dmitrij Rjabikin    | Avangard Omsk              |
|          | Anton Volčenkov     | Křídla Sovětů Moskva       |
|          | Sergej Vyšedkevič   | HK Dynamo Moskva           |
|          | Sergej Žukov        | Lokomotiv Jaroslavl        |
| Útočníci | Maxim Afinogenov    | Buffalo Sabres             |
|          | Vladimir Antipov    | Lokomotiv Jaroslavl        |
|          | Vjačeslav Bucajev   | Lokomotiv Jaroslavl        |
|          | Ravil Gusmanov      | Metallurg Magnitogorsk     |
|          | Valerij Karpov      | Metallurg Magnitogorsk     |
|          | Andrej Kovalenko –  | Lokomotiv Jaroslavl        |
|          | Alexej Kozněv       | Avangard Omsk              |
|          | Roman Ljašenko      | New York Rangers           |
|          | Alexander Prokopjev | Avangard Omsk              |
|          | Andrej Razin        | HK Dynamo Moskva           |
|          | Alexander Savčenkov | HK Dynamo Moskva           |
|          | Maxim Sušinskij     | Avangard Omsk              |
|          | Ivan Tkačenko       | Lokomotiv Jaroslavl        |
|          | Dmitrij Zatonskij   | Avangard Omsk              |

### Soupiska švédského týmu
- Trenéři Hardy Nilsson, Mats Waltin

| Brankáři | Stefan Liv         | HV71                |
|          | Rolf Vanhainen     | Södertälje SK       |
|          | Tommy Salo         | Edmonton Oilers     |
| Obránci  | Pierre Hedin       | MODO Hockey         |
|          | Kim Johnsson       | Philadelphia Flyers |
|          | Magnus Johansson   | Frölunda HC         |
|          | Per Gustafsson     | HV71                |
|          | Thomas Johansson   | AIK Solna           |
|          | Ronnie Sundin      | Frölunda HC         |
|          | Thomas Rhodin      | Färjestad BK        |
|          | Daniel Tjarnqvist  | Atlanta Thrashers   |
| Útočníci | Andreas Johansson  | New York Rangers    |
|          | Per-Johan Axelsson | Boston Bruins       |
|          | Nichlas Falk       | Djurgardens IF      |
|          | Mathias Johansson  | Färjestad BK        |
|          | Markus Näslund     | Vancouver Canucks   |
|          | Henrik Zetterberg  | Timrå IK            |
|          | Jörgen Jönsson –   | Färjestad BK        |
|          | Ulf Dahlén         | Washington Capitals |
|          | Niklas Andersson   | Frölunda HC         |
|          | Mattias Weinhandl  | MODO Hockey         |
|          | Jonas Johnson      | Frölunda HC         |
|          | Kristian Huselius  | Florida Panthers    |
|          | Johan Davidsson    | HV71                |
|          | Michael Nylander   | Chicago Blackhawks  |

### Soupiska finského týmu
- Trenéři Hannu Aravirta, Jari Kaarela, Esko Nokeelainen

| Brankáři | Kari Lehtonen    | Jokerit              |
|          | Jussi Markkanen  | Edmonton Oilers      |
|          | Fredrik Norrena  | TPS Turku            |
| Obránci  | Petteri Nummelin | HC Lugano            |
|          | Kimmo Timonen    | Nashville Predators  |
|          | Tom Koivisto     | Jokerit              |
|          | Toni Lydman      | Calgary Flames       |
|          | Jere Karalahti   | Nashville Predators  |
|          | Marko Tuulola    | HPK Hameenlinna      |
|          | Janne Niinimaa   | Edmonton Oilers      |
| Útočníci | Janne Ojanen     | Tappara Tampere      |
|          | Niklas Hagman    | Florida Panthers     |
|          | Olli Jokinen     | Florida Panthers     |
|          | Raimo Helminen – | Ilves Tampere        |
|          | Tomi Kallio      | Atlanta Thrashers    |
|          | Antti Miettinen  | HPK Hameenlinna      |
|          | Niko Kapanen     | Utah Grizzlies       |
|          | Juha Lind        | Södertälje SK        |
|          | Timo Parssinen   | Anaheim Mighty Ducks |
|          | Kimmo Rintanen   | EHC Kloten           |
|          | Vesa Viitakoski  | Ilves Tampere        |
|          | Antti Aalto      | Jokerit              |
|          | Lasse Pirjeta    | Oulun Kärpät         |

### Soupiska českého týmu
- Trenéři Josef Augusta, Vladimír Martinec

| Brankáři | Milan Hnilička    | Atlanta Thrashers     |
|          | Dušan Salfický    | HC Pardubice          |
|          | Jiří Trvaj        | HC Vítkovice          |
| Obránci  | Pavel Kubina      | Tampa Bay Lightning   |
|          | Jaroslav Špaček   | Columbus Blue Jackets |
|          | Michal Sýkora     | HC Pardubice          |
|          | František Kaberle | Atlanta Thrashers     |
|          | Filip Kuba        | Minnesota Wild        |
|          | Rostislav Klesla  | Columbus Blue Jackets |
|          | Martin Richter    | HC Sparta Praha       |
| Útočníci | Jaromír Jágr –    | Washington Capitals   |
|          | Jan Hrdina        | Pittsburgh Penguins   |
|          | Jaroslav Hlinka   | HC Sparta Praha       |
|          | David Moravec     | HC Vítkovice          |
|          | Pavel Patera      | Avangard Omsk         |
|          | Martin Procházka  | Avangard Omsk         |
|          | Viktor Ujčík      | HC Slavia Praha       |
|          | Petr Čajánek      | HC Continental Zlín   |
|          | David Výborný     | Columbus Blue Jackets |
|          | Michal Broš       | HC Sparta Praha       |
|          | Zdeněk Sedlák     | HC Keramika Plzeň     |
|          | Ondřej Kratěna    | HC Sparta Praha       |
|          | Tomáš Vlasák      | HC Ambrì-Piotta       |

### Soupiska kanadského týmu
- Trenéři Wayne Flemming, Ken Hitchcock

| Brankáři | Jean-Sébastien Giguère | Anaheim Mighty Ducks  |
|          | Jamie Storr            | Los Angeles Kings     |
|          | Jamie Ram              | Jokerit               |
|          | Marty Turco            | Dallas Stars          |
| Obránci  | Eric Brewer            | Edmonton Oilers       |
|          | James Patrick          | Buffalo Sabres        |
|          | Steve Staios           | Edmonton Oilers       |
|          | Darryl Sydor           | Dallas Stars          |
|          | Brad Schlegel          | Kölner Haie           |
|          | Richard Matvichuk      | Dallas Stars          |
|          | Dan McGillis           | Philadelphia Flyers   |
|          | Brad Ference           | Florida Panthers      |
| Útočníci | Danny Cleary           | Edmonton Oilers       |
|          | Brenden Morrow         | Dallas Stars          |
|          | Ray Whitney            | Columbus Blue Jackets |
|          | Dany Heatley           | Atlanta Thrashers     |
|          | Jamie Wright           | Calgary Flames        |
|          | Andy McDonald          | Anaheim Mighty Ducks  |
|          | Manny Malhotra         | Dallas Stars          |
|          | Tyler Wright           | Columbus Blue Jackets |
|          | Kyle Calder            | Chicago Blackhawks    |
|          | Justin Williams        | Philadelphia Flyers   |
|          | Peter Schaefer         | TPS Turku             |
|          | Mike Comrie            | Edmonton Oilers       |
|          | Ryan Smyth –           | Edmonton Oilers       |

### Soupiska amerického týmu
- Trenéři Lou Vairo, Nick Fotiu, Mark Johnson

| Brankáři | Gregg Naumenko    | Cincinnati Mighty Ducks |
|          | Dieter Kochan     | Tampa Bay Lightning     |
|          | Ryan Miller       | Michigan State Spartans |
| Obránci  | Derian Hatcher –  | Dallas Stars            |
|          | Jordan Leopold    | University of Minnesota |
|          | Mark Eaton        | Nashville Predators     |
|          | Eric Weinrich     | Philadelphia Flyers     |
|          | Todd Rohloff      | Washington Capitals     |
|          | Joshua De Wolf    | Cincinnati Mighty Ducks |
|          | Chris O`Sullivan  | EHC Kloten              |
|          | Chris Tamer       | Atlanta Thrashers       |
| Útočníci | Mark Murphy       | Portland Pirates        |
|          | Martin Reasoner   | Edmonton Oilers         |
|          | Joe Sacco         | Washington Capitals     |
|          | Mark Mowers       | Nashville Predators     |
|          | Christopher Clark | Calgary Flames          |
|          | Richard Park      | Minnesota Wild          |
|          | Andrew Hilbert    | Providence Bruins       |
|          | Ted Donato        | Manchester Monarchs     |
|          | Steve Konowalchuk | Washington Capitals     |
|          | Daniel La Couture | Pittsburgh Penguins     |
|          | Erik Rasmussen    | Buffalo Sabres          |
|          | Derek Planta      | Mnichov Barons          |